# ZAP!ZAP!ZAP!
『ZAP!ZAP!ZAP!』（ザップ!ザップ!ザップ!）は、小林恵（現：meg）のデビューシングル。CDコードはSRDL-3982。
ABC・テレビ朝日系ドラマ『恋人をつくる100の方法』オープニング・テーマ曲。

## 収録曲
1. ZAP!ZAP!ZAP!
作詞：小山正志　作曲：鳥渕康
2. BABY LOVE
3. ZAP!ZAP!ZAP!(オリジナル・カラオケ)